# Спиро Василев
 Тази статия е за българския костурски деец.  За емигранския македонистки активист вижте Спиро Василев (Торонто).  
Спиро Василев Мореов, наричан Свирчо и Загоричанин, е български общественик, председател на Костурското благотворително братство, деец на Вътрешната македонска революционна организация.

## Биография
Спиро Василев е роден на 25 декември 1888 година в голямото българско костурско село Загоричани, тогава в Османската империя, днес Василиада, Гърция. Произхожда от рода на загорицкия чорбаджия Хаджи Георги Мореа и е внук на българския просветен деец Илия Хаджимореов. При избухването на Балканската война в 1912 година е доброволец в Македоно-одринското опълчение и служи в 1 рота на 6 охридска дружина.

В 1920 година заедно с други македонски българи основава Българското благотворително дружество „Подкрепа“ в Цариград. През септември 1922 г. предвожда делегация на македонските българи, поздравила силите на Ататюрк за победата над Гърция:
Ние, български бежанци от Македония, живеещи в Цариград, сърдечно поздравяваме анадолските националисти, начело на които стои нашият съотечественик Мустафа Кемал паша, с подвизите, които те извършиха над общия ни враг. Поздрава иде от плувналата в кръвта на братски борящите се народности за свободата си в Македония. Заедно с това, молим великия си съотечественик да се застъпи за македонската автономия, като верваме, че тоя, който създаде новата история на Изток, ще да остави хубаво име и в македонската история.
В Цариград става член на ВМРО (обединена).  Участва като делегат от Горноджумайското македонско благотворително братство в обединителния конгрес на Македонската федеративна организация и Съюза на македонските емигрантски организации от януари 1923 година.
Установява се в България. Става председател на Костурското братство. Към 1941 година е все още негов председател.
След окупацията на Гърция през Втората световна война през май 1941 година българското правителство праща делегация на Костурското братство в Югозападна Македония. В нея влизат Дамян Илиев, Спиро Василев и Петър Марков от Загоричани, Пандо Киселинчев от Косинец и Георги Христов от Хрупища. Делегацията обикаля Леринско и Костурско по маршрута Битоля – Баница – Екши Су – Зелениче – Загоричани – Хрупища – Косинец – Лабаница – Смърдеш – Брезница – Руля – Желево – Лерин, където на 24 май присъства на голямо българска манифестация. В доклада си до правителството, пътуването на делегацията е определено като
| „ | едно бляскаво шествие на българщината | “ |

Населението посреща делегацията „с луда радост“ и разпитва кога ще дойде българска войска, докато италианските и германските власти подпомагат гръцката администрация, която тероризира българите. Делегацията предлага да се изпратят българи-преводачи при военните комендантства, да се настоява в българските села да се назначават кметове българи и да се формира българска милиция, да се допусне разпространението на български вестници и книги, в Битоля (който е в територията анексирана от България) да се създаде егейски комитет, който да комуникира с българските власти.
В началото на април 1943 година по инициатива на Централния комитет на ВМРО Костурското братство праща втора делегация в Костурско, в която влизат Спиро Василев, Георги Киселинчев, Тома Бакрачев, Димитър Палчев и Никола Трифонов. При завръщането си в доклад до Борис III делегацията описва тежкото положение на българското население, подложено на терор от въоръжени гръцки формирования и от италианските окупационни власти и моли да се отпуснат на българската паравоенна организация Охрана 1000 пушки, 20 леки и тежки картечници и муниции, за да се въоръжат всички записали се доброволци и настоява България да окаже и политическа подкрепа на въстаниците.
Съвременник описва въздействието на Спиро Василев върху българите в Костурско така:
| „ | ...беше един едър, висок и хубав човек и разпалваше сърцата не само на загоричени, а и на жителите на много други села. Беше образован мъж. Свички верваха що дойде край на нашите Христови мъки. | “ |

През юли 1943 година Спиро Василев заедно с Йосиф Кузев Марков, Христо Руков, Васил Стумбов и Кръстьо Янков пристигат в Битоля и се срещнат с привържениците на ВМРО в града – адвоката Георги Атанасов, Сотир Тренчев, Стефан Светиев, доктор Борис Светиев и отново заминават за Костурско, за да подпомогнат въоръжената борба на българското население. Заради тази му дейност комунистическият активист Минчо Фотев го описва така:
| „ | Спиро Василев - бугарски емисар, еден од протагонистите на Осовинскиот македоно-бугарски комитет во Костурско за сите тие гореспоменати бугарски агенти и соработници на германско-италијанските окупатори јавно се произнесе дека се знаменосци на бугарштината во Егејска Македонија. | “ |

Лазар Киселинчев и Спиро Василев дешифрират и подготвят за печат личния дневник на Васил Чекаларов. През 1948 година Васил Ивановски и Спиро Василев правят опит да издадат дневника, но книгата е иззета от МВР като доказателство по предстоящото дело срещу Васил Ивановски.
През 70-те години публикува статии във вестник „Народна воля“.
През живота си събира данни за борбите на Загоричани и Костурско за свобода. Оставя спомени.
Умира на 2 януари 1976 година в София.